# Макулатура

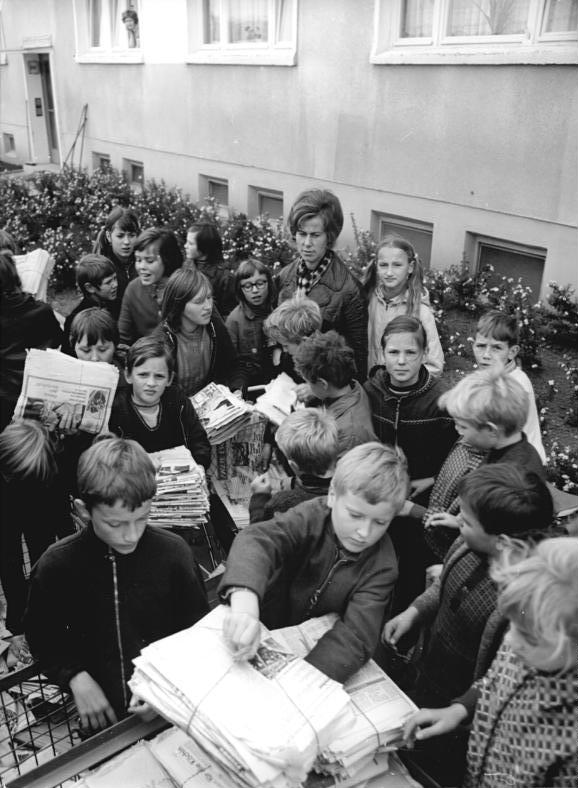
Пионеры ГДР собирают макулатуру, 1972 год

Макулату́ра (нем. Makulatur, от лат. maculo — пачкаю) — отходы производства, переработки и потребления всех видов бумаги и картона, пригодные для дальнейшего использования в качестве волокнистого сырья. Вместо термина макулатура в литературе используют как синонимы термины «вторичное волокно» или «вторичное сырьё» (в контексте).

## Описание
Макулатура используется в качестве вторичного сырья при производстве бумаги (писчей, типографской и туалетной бумаги), тарного и упаковочного картона, а также кровельных, изоляционных и других строительных материалов. Использование макулатуры существенно экономит древесину (1 тонна макулатуры заменяет около 4 кубических метров древесины, или 100 кг макулатуры спасают 1 дерево) и позволяет уменьшить вырубку лесов. Макулатура может быть переработана не более чем 5—7 раз, прежде чем её волокна станут короткими и непригодными для изготовления бумаги.
Подавляющая часть макулатуры заготавливается из легкодоступных компактных источников: промышленных, торговых и административных предприятий и учреждений. Организуется сбор её у населения. Для стимулирования сбора макулатуры в настоящее время используется следующая технология: специализированные предприятия приобретают за деньги небольшие партии макулатуры у сборщиков, а затем продают крупные партии макулатуры бумажным фабрикам. Современная система сбора и переработки макулатуры предусматривает оснащение мест концентрации макулатуры специальным оборудованием.
Макулатура составляет по весу примерно 40 % всех твёрдых отходов.
На 2004 год уровень сбора макулатуры в России составил 12 %, в мире — 49 %, в США — 50 %, в Европе — 59,4 %. Самый высокий уровень сбора макулатуры был в Германии и составил 73,6 %.
По данным на начало 2008 года, Европа по-прежнему остаётся мировым лидером по сбору макулатуры с уровнем в 64,5 %. По данным The European Recovered Paper Council (ERPC), уровень сбора макулатуры в Европе в 2015 году достиг отметки в 71,5 %.

## В СССР

Призыв к гражданам СССР сдавать макулатуру, напечатанный на странице книги, изданной в рамках программы обмена макулатуры на возможность приобретения дефицитной художественной литературы (1974—1991)

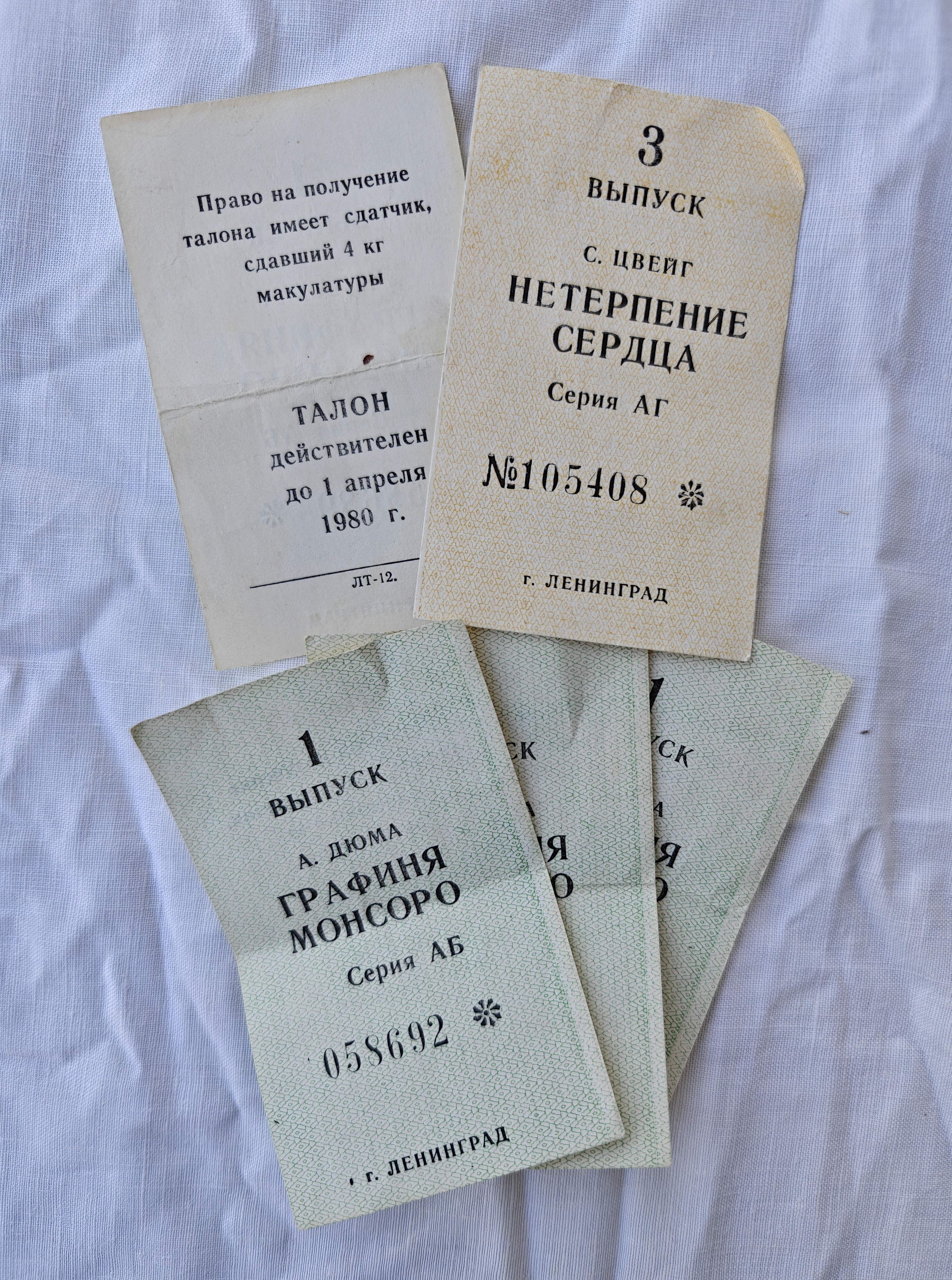
Талоны на книги за макулатуру

В СССР, начиная с 1960-х годов, существовала особая система сбора макулатуры. Во-первых, к сбору макулатуры привлекались учащиеся школ. Для каждой школы была установлена годовая норма сбора макулатуры. Во-вторых, для стимулирования сбора макулатуры гражданами производился обмен собранной ими макулатуры на так называемые дефицитные, то есть отсутствующие в свободной продаже товары, прежде всего книги по художественной литературе (в основном иностранной). В СССР существовала сеть приёмных пунктов-магазинов «Стимул», где граждане сдавали макулатуру и тряпки. После единовременной сдачи 10 кг макулатуры выдавался талон для приобретения дефицитной книги. Однако купить книгу можно было только после сдачи 20 кг макулатуры за один том. При последующей сдаче дополнительных килограммов на талон наклеивали марки. Если художественная книга шла в двух томах — то нужно было сдать 40 кг макулатуры.

## Классификация макулатуры
В странах Евросоюза классификация макулатуры подчиняется стандарту EN 643 (2002): European List of Standard Grades of Recovered Paper and Board.
В России и странах СНГ макулатура бумажная и картонная заготавливается и закупается перерабатывающими предприятиями в соответствии с ГОСТ 10700-97. В соответствии с ним, выделяют следующие группы и марки макулатуры (кратко):
По данным приемного пункта макулатуры:
- ГРУППА «А» — макулатура высокого качества.
  - марка МС-1А — отходы производства белой немелованной бумаги для письма и печати (кроме газетной).
  - марка МС-2А — отходы производства всех видов белой бумаги в виде обрезков с линовкой и чёрно-белой или цветной полосой.
  - марка МС-3А — отходы производства бумаги из сульфатной небелёной целлюлозы.
  - марка МС-4А — использованные бумажные мешки не влагопрочные.
- ГРУППА «Б» — макулатура среднего качества.
  - марка МС-5Б — отходы производства и потребления гофрированного картона и его компонентов.
  - марка МС-6Б — отходы производства и потребления картона всех видов с печатью, кроме электроизоляционных, кровельных и обувных.[3]
  - марка МС-7Б — использованные книги, журналы, брошюры, проспекты, каталоги, блокноты и другие виды полиграфической и бумажно-беловой продукции, изготовленные из белой бумаги, без переплётов, обложек и корешков.
- ГРУППА «В» — макулатура низкого качества.
  - марка МС-8В — отходы производства и потребления газет и газетной бумаги.
  - марка МС-9В — бумажные гильзы, шпули, втулки.
  - марка МС-10В — литые изделия из бумажной массы.
  - марка МС-11В — отходы производства и потребления бумаги и картона с пропиткой и покрытием.
  - марка МС-12В — отходы производства и потребления бумаги и картона чёрного и коричневого цветов, бумага с копировальным слоем и пр.
  - марка МС-13В — отходы производства и потребления различных видов картона, белой и цветной бумаги (кроме чёрного и коричневого цветов).

## Процесс переработки бумаги
Процесс переработки бумажных отходов чаще всего включает смешивание использованной старой бумаги с водой и химикатами, чтобы измельчить еe. Онa измельчается и нагревается, чтобы расщепить сырье на волокна целлюлозы; полученная смесь называется пульпой или суспензией. Её процеживают через сита, которые удаляют остатки клея или пластмассы (особенно из бумаги с пластиковым покрытием), которые могут оставаться в смеси после очистки; очищают от краски, белил, и дальше смешивают с водой. Далее можно производить новyю переработаннyю бумагy.
Содержание чернил в макулатуре составляет около 2 % от веса.

## Книги, изданные в СССР в «макулатурной серии»

За каждый том сдано по 20 килограммов макулатуры.
На корешках видна «ель на фоне раскрытой книги» — знак советской организации ВТОРМА (ВТОРичные МАтериалы).

- Александр Дюма. Королева Марго. Москва, издательство «Художественная литература», 1974, тираж 500 тыс. экз.
- Стендаль. Пармская обитель. Минск, издательство «Мастацкая літаратура», 1976, тираж 450 тыс. экз.
- Сочинения Козьмы Пруткова. Москва, издательство «Художественная литература», 1976, тираж 1 млн экз.
- Александр Дюма. Три мушкетера. Москва, издательство «Художественная литература», 1976, тираж 1 млн экз.
- Александр Дюма. Двадцать лет спустя. Москва, издательство «Художественная литература», 1976, тираж 1 млн экз.
- Александр Дюма. Граф Монте-Кристо. (в двух томах) Москва, издательство «Художественная литература», 1977, тираж 1 млн экз.
- Александр Дюма. Виконт де Бражелон. (в трёх томах) Москва, издательство «Художественная литература», 1978, тираж 1 млн 350 тыс. экз.
- Александр Дюма. Графиня де Монсоро. Москва, издательство «Художественная литература», 1979, тираж 2 млн экз.
- Хейли Артур. Отель. Аэропорт. Москва, издательство «Художественная литература», 1978, тираж 340 тыс. экз. + 100 тыс. экз. доп.
- Валентин Пикуль. Битва железных канцлеров. Ленинград, издательство «Лениздат», 1978, тираж 400 тыс. экз.
- Эдгар По. Рассказы. Москва, издательство «Художественная литература», 1979, тираж 1,5 млн экз.
- Леонид Соловьев. Повесть о Ходже Насреддине. Ленинград, издательство «Лениздат», 1980, тираж 1,5 млн экз.
- Эрнест Сетон-Томпсон. Рассказы о животных. Минск, издательство «Мастацкая літаратура», 1980, тираж 2 млн экз.
- Сухотина-Толстая Т. Л.. Воспоминания. Москва, издательство «Художественная литература», 1980, тираж 1 млн экз.
- Александр Дюма. Сорок пять. Москва, издательство «Художественная литература», 1981, тираж 1 млн экз.
- Александр Дюма. Учитель фехтования. Чёрный тюльпан. Москва, издательство «Правда», 1981, тираж 2 млн экз.
- Морис Дрюон. Проклятые короли. (в четырёх томах) Москва, издательство «Художественная литература»; Минск, издательство «Мастацкая літаратура»; Ленинград, Лениздат, 1981, тираж 4 млн экз.
- Гилберт Честертон. Рассказы. Москва, издательство «Правда», 1981, тираж 700 тыс. экз.
- Василий Ян. Чингиз-хан. Минск, издательство «Мастацкая літаратура», 1981, тираж 1,5 млн экз.
- Василий Ян. К «последнему морю». Юность полководца. Москва, издательство «Правда», 1981, тираж 1,5 млн экз.
- Михаил Зощенко. Избранное. Москва, издательство «Правда», 1981, тираж 150 тыс. экз.
- Алексей Толстой. Эмигранты. Москва, издательство «Правда», 1982, тираж 3 млн экз.
- Жорж Сименон. Признания Мегрэ. Романы. Москва, издательство «Правда», 1982, тираж 3 млн экз.
- Александр Дюма. Асканио. Москва, издательство «Правда», 1982, тираж 3 млн экз.
- Лион Фейхтвангер. Гойя. Москва, издательство «Правда», 1982, тираж 3 млн экз.
- Анатолий Виноградов. Черный консул. Минск, издательство «Полымя», 1982, тираж 400 тыс. экз.
- Луи Буссенар. Похитители бриллиантов. Минск, издательство «Народная Асвета», 1982, тираж 2 млн экз.
- Александр Афанасьев. Народные русские сказки. Москва, издательство «Правда», 1982, тираж 3 млн экз.
- Гюстав Флобер. Саламбо. Минск, издательство «Народная Асвета», 1983, тираж 300 тыс. экз.
- Сборник: Английский детектив. (Чарльз П. Сноу. Смерть под парусом.; Грэм Грин. Ведомство страха.; Дик Френсис. Фаворит.) Москва, издательство «Правда», 1983, тираж 3 млн экз.
- Сомерсет Моэм. Луна и грош. Театр. Рассказы. Москва, издательство «Правда», 1983, тираж 3 млн экз.
- Эмиль Золя. Страница любви. Доктор Паскаль. Москва, издательство «Правда», 1983, тираж 3 млн экз.
- Иван Бунин. Рассказы. Москва, издательство «Правда», 1983, тираж 1 млн 700 тыс. экз
- Анатолий Виноградов. Повесть о братьях Тургеневых. Осуждение Паганини. Ленинград, издательство «Лениздат», 1983, тираж 1,5 млн экз.
- Иван Лажечников. Последний Новик. Москва, издательство «Правда», 1983, тираж 3 млн экз.
- Григорий Данилевский. Беглые в Новороссии. Воля. Княжна Тараканова. Москва, издательство «Правда», 1983, тираж 3 млн экз.
- Жюль Верн. Таинственный остров. Киев, издательство ЦК ЛКСМУ «Молодь», 1984, тираж 650 тыс. экз.; Минск, издательство «Белорусская Советская Энциклопедия» имени Петруся Бровки, тираж 450 тыс. экз.
- Артур Конан Дойл. Записки о Шерлоке Холмсе. Минск, издательство «Вышэйшая школа», 1984, тираж 1 млн экз.
- Майн Рид. Всадник без головы. Ленинград, издательство «Лениздат», 1984, тираж 2,5 млн экз.
- Рафаэль Сабатини. Одиссея капитана Блада. Хроника капитана Блада. Москва, издательство «Правда», 1984, тираж 2,9 млн экз.
- Юрий Тынянов. Смерть Вазир-Мухтара. Рассказы. Москва, издательство «Правда», 1984, тираж 1,5 млн экз.
- А. К. Толстой. Князь Серебряный. Минск, издательство «Мастацкая літаратура», 1984, тираж 1,6 млн экз.
- Джек Лондон. Собрание сочинений. (в четырёх томах) Москва, издательство «Правда», 1984, тираж 3 млн экз.
- Друзья Пушкина (сборник, в двух томах). Москва, издательство «Правда», 1985, тираж 500 тыс. экз.
- Владимир Богомолов. Момент истины. Москва, издательство «Правда», 1985, тираж 2 млн экз.
- Эрих Мария Ремарк. На Западном фронте без перемен. Три товарища. Москва, издательство «Правда», 1985, тираж 1 млн экз.
- Рафаэлло Джованьоли. Спартак. Москва, издательство «Правда», 1985, тираж 900 тыс. экз.
- Джеймс Фенимор Купер. Последний из могикан. Минск, издательство «Беларусь», 1985, тираж 3 млн экз.
- Александр Степанов. Порт-Артур. (в двух томах) Москва, издательство «Правда», 1985, тираж 1,5 млн экз.
- Алексей Новиков-Прибой. Цусима. (в двух томах) Москва, издательство «Правда», 1985, тираж 750 тыс. экз.
- Сборник: Редьярд Киплинг. Маугли. Астрид Линдгрен. Малыш и Карлсон. Алан Александр Милн. Винни Пух и все-все-все. Москва, издательство «Правда», 1985, тираж 3,5 млн экз.
- Сказки русских писателей (антология). Москва, издательство «Правда», 1985, тираж 500 тыс. экз.
- Сказки зарубежных писателей (антология). Москва, издательство «Правда», 1986, тираж 1,5 млн экз.
- Алексей Чапыгин. Разин Степан. Минск, издательство «Мастацкая літаратура», 1986, тираж 1,4 млн экз.
- «Тысяча и одна ночь» (Избранные сказки) (в четырёх томах) Москва, издательство «Правда», 1986, тираж 2 млн экз.
- Андраш Беркеши. Перстень с печаткой. Москва, издательство «Правда», 1986, тираж 3 млн экз.
- Проспер Мериме. Избранное. Москва, издательство «Правда», 1986, тираж 2 млн экз.
- Аркадий Гайдар. Избранное. Москва, издательство «Правда», 1986, тираж 500 тыс. экз.
- Шарль де Костер. Легенда об Уленшпигеле. Москва, издательство «Правда», 1986, тираж 500 тыс. экз.
- Сборник: Джанни Родари. Приключения Чиполлино. Памела Трэверс. Мэри Поппинс. Антуан де Сент-Экзюпери. Маленький принц. Минск, издательство «Вышэйшая школа», 1986, тираж 2,2 млн экз.
- О'Генри. Короли и капуста. Новеллы Ленинград, издательство «Лениздат», 1986, тираж 2 млн экз.
- Теодор Драйзер. Сестра Керри. Москва, издательство «Правда», 1986, тираж 2 млн экз.
- Антонин Ладинский. Когда пал Херсонес. Анна Ярославна — королева Франции. Минск, издательство «Мастацкая літаратура», 1987, тираж 2,5 млн экз.
- Антонин Ладинский. Последний путь Владимира Мономаха. Минск, издательство «Мастацкая літаратура», 1987, тираж 2,5 млн экз.
- Антонин Ладинский. В дни Каракаллы. Минск, издательство «Мастацкая літаратура», 1987, тираж 2,5 млн экз.
- Сказки народов мира (антология). Москва, издательство «Правда», 1987, тираж 1,5 млн экз.
- Анатолий Иванов. Вечный зов. (в двух томах) Москва, издательство «Правда», 1987, тираж 750 тыс. экз.
- Александр Беляев. Голова профессора Доуэля. Москва, издательство «Правда», 1987, тираж 1 млн экз.
- Рэй Брэдбери. О скитаньях вечных и о Земле. Москва, издательство «Правда», 1987, тираж 2,5 млн экз.
- Теодор Драйзер. Финансист. Ленинград, издательство «Лениздат», 1987, тираж 2,5 млн экз.
- Теодор Драйзер. Титан. Ленинград, издательство «Лениздат», 1988, тираж 2,5 млн экз.
- Михаил Булгаков. Белая Гвардия. Мастер и Маргарита. Минск, издательство «Мастацкая літаратура», 1988, тираж 2 млн 900 тыс. экз.
- Иван Ефремов. Лезвие бритвы. Москва, издательство «Правда», 1988, тираж 2 млн экз.
- Николай Карамзин. Предания веков. Москва, издательство «Правда», 1988, тираж 2 млн экз.
- Евгений Федоров. Каменный Пояс. (в трёх томах, 4-х книгах) Минск, издательство «Вышэйшая школа», 1988—1989, тираж 2,5 млн экз.
- Шарлотта Бронте. Джейн Эйр. Москва, издательство «Правда», 1988, тираж 1,5 млн экз.
- Джек Лондон. Лунная долина. Сердца трёх. Москва, издательство «Правда», 1988, тираж 2 млн экз.
- Болеслав Прус. Фараон. Москва, издательство «Правда», 1988, тираж 2 млн экз.
- Генрих Манн. Молодые годы короля Генриха IV. Москва, издательство «Правда», 1988, тираж 3 млн экз.
- Генрих Манн. Зрелые годы короля Генриха IV. Москва, издательство «Правда», 1989, тираж 3 млн экз.
- Теодор Драйзер. Стоик. Оплот. Ленинград, издательство «Лениздат», 1989, тираж 2,5 млн экз.
- Жорж Санд. Консуэло. Москва, издательство «Правда», 1989, тираж 500 тыс. экз.
- Городок в табакерке. Сказки русских писателей: Сборник. Москва, издательство «Правда», 1989, тираж 3 млн экз.
- Сергей Соловьёв. Чтения и рассказы по истории России. Москва, издательство «Правда», 1989, тираж 3 млн экз.
- Генрих Сенкевич. Камо грядеши. Ганя. В прериях. Ленинград, издательство «Лениздат», 1990, тираж 2,5 млн экз.
- Александр Дюма. Две Дианы. Москва, издательство «Правда», 1990, тираж 5 млн экз.
- Жоржи Амаду. Дона Флор и два её мужа. Москва, издательство «Правда», 1990, тираж 0,2 млн экз.
- Василий Ключевский. Исторические портреты. Москва, издательство «Правда», 1990, тираж 2 млн экз.
- Генри Райдер Хаггард. Копи царя Соломона. Прекрасная Маргарет. Минск, издательство «Вышэйшая школа», 1990, тираж 2 млн экз.
- Генри Райдер Хаггард. Дочь Монтесумы. Минск, издательство «Вышэйшая школа», 1990, тираж 2 млн экз.
- Джеймс Фенимор Купер. Шпион, или Повесть о нейтральной территории. Минск, издательство «Юнацтва», 1990, тираж 2 млн экз.
- Роберт Штильмарк. Наследник из Калькутты. Москва, издательство «Правда», 1991, тираж 2 млн экз.
- Маргарет Митчелл. Унесенные ветром. (в двух томах) Москва, издательство «Правда», 1991, тираж 2 млн экз.